# نایدینگن
نایدینگن (به آلمانی: Neidingen) یک منطقهٔ مسکونی در آلمان است که در باویرون واقع شده‌است. نایدینگن ۱۰۰ نفر جمعیت دارد.